# San Josecito (San Rafael)
San Josecito è un distretto della Costa Rica facente parte del cantone di San Rafael, nella provincia di Heredia.
San Josecito comprende 4 rioni (barrios):
- Bajo Molinos
- Joya
- Matasano
- Peralta